# Saint-Jean-de-Losne
Saint-Jean-de-Losne – miejscowość i gmina we Francji, w regionie Burgundia-Franche-Comté, w departamencie Côte-d’Or.
Według danych na rok 1990 gminę zamieszkiwały 1342 osoby, a gęstość zaludnienia wynosiła 2314 osób/km² (wśród 2044 gmin Burgundii Saint-Jean-de-Losne plasuje się na 168. miejscu pod względem liczby ludności, natomiast pod względem powierzchni na miejscu 1368.).